# Комлевщина
Комлевщина (бел. Комлеўшчына) — деревня в Клецком районе Минской области. Входит в состав Морочского сельсовета.
До 24 августа 1960 года деревня входила в состав Заостровичского сельсовета.

## Достопримечательности
Достопримечательностью села являются руины деревянной церкви (на фото).

## Известные люди
- Бойка, Анатолий Степанович (род. 1954) — белорусский политик.